# Ancylolomia cervicella
Ancylolomia cervicella là một loài bướm đêm trong họ Crambidae.